# Elmedin Rovčanin
Elmedin Rovčanin (29. decembar 1974 — 11. novembar 2020) bio je diplomirani pravnik i sekretar Ministarstva rada i socijalnog staranja u Vladi Crne Gore.

## Biografija
Rođen je u Prijepolju, od oca Zita i majke Ćamile (rođene Memović). Osnovnu školu je završio u Brodarevu (četverogodišnju u Zavinograđu) a Gimnaziju u Prijepolju. 1999. godine diplomirao je na Pravnom fakultetu u Podgorici. Od 1999. godine radio je u Višem državnom tužilaštvu u Bijelom Polju, a od 2004. godine u osnovnoj školi Mladost u Kanjama kao i u osnovnoj školi 21. maj Goduša. 2017. godine imenovan je za sekretara Ministarstva rada i socijalnog staranja u Vladi Crne Gore.
Tragično je preminuo u 46. godini života u Podgorici od posljedica Korona virusa.